# Lav (znak)
Lav (lat. Leo) je jedan od 12 horoskopskih znakova. Osobe rođene od 24. srpnja do 22. kolovoza rođene su u znaku lava.
- Vladajući planet - Sunce
- Element - Vatra